# Denis Potvin
Pour les articles homonymes, voir Potvin.
Temple de la renommée : 1991
Denis Charles Potvin (né le 29 octobre 1953 à Hull, Gatineau ou Ottawa selon les sources, au Canada) est un joueur professionnel canadien de hockey sur glace.

## Carrière
Il est choisi au premier tour en tant que premier choix du repêchage amateur de la LNH 1973 par les Islanders de New York dont il devient ensuite le capitaine emblématique.
Prenant la relève de Bobby Orr[Quoi ?], il obtient le 916e point de sa carrière le 20 décembre 1985 et marque son 271e but le 28 janvier 1986. En octobre 1986, il bat un autre record comme joueur de défense en réalisant une 684e passe, couronnant sa carrière avec les Islanders de New York d'un total de 1 052 points.
Il est élu recrue de l'année de la LNH en 1974 (trophée Calder), étoile des Islanders en 1975, puis étoile de la LNH durant six années consécutives. Récipiendaire de trois trophées James-Norris en 1976, 1977 et 1978, Potvin est admis au Temple de la renommée du hockey en 1991. Il devient ensuite commentateur, offrant ses analyses durant la diffusion des matchs des Panthers de la Floride.

## Statistiques
| Saison     | Équipe                | Ligue      |       | Saison régulière | Saison régulière | Saison régulière | Saison régulière | Saison régulière |    | Séries éliminatoires | Séries éliminatoires | Séries éliminatoires | Séries éliminatoires | Séries éliminatoires |
| Saison     | Équipe                | Ligue      | PJ    | B                | A                | Pts              | Pun              | PJ               | B  | A                    | Pts                  | Pun                  |                      |                      |
| 1968-1969  | 67 d'Ottawa           | AHO        | 46    | 12               | 25               | 37               | 83               | -                | -  | -                    | -                    | -                    |                      |                      |
| 1969-1970  | 67 d'Ottawa           | AHO        | 42    | 13               | 18               | 31               | 97               | 5                | 2  | 1                    | 3                    | 9                    |                      |                      |
| 1970-1971  | 67 d'Ottawa           | AHO        | 57    | 20               | 58               | 78               | 200              | 11               | 4  | 6                    | 10                   | 26                   |                      |                      |
| 1971-1972  | 67 d'Ottawa           | AHO        | 48    | 15               | 45               | 60               | 188              | -                | -  | -                    | -                    | -                    |                      |                      |
| 1972-1973  | 67 d'Ottawa           | AHO        | 61    | 35               | 88               | 123              | 232              | 9                | 6  | 10                   | 16                   | 22                   |                      |                      |
| 1973-1974  | Islanders de New York | LNH        | 77    | 17               | 37               | 54               | 175              | -                | -  | -                    | -                    | -                    |                      |                      |
| 1974-1975  | Islanders de New York | LNH        | 79    | 21               | 55               | 76               | 105              | 17               | 5  | 9                    | 14                   | 30                   |                      |                      |
| 1975-1976  | Islanders de New York | LNH        | 78    | 31               | 67               | 98               | 100              | 13               | 5  | 14                   | 19                   | 32                   |                      |                      |
| 1976-1977  | Islanders de New York | LNH        | 80    | 25               | 55               | 80               | 103              | 12               | 6  | 4                    | 10                   | 20                   |                      |                      |
| 1977-1978  | Islanders de New York | LNH        | 80    | 30               | 64               | 94               | 81               | 7                | 2  | 2                    | 4                    | 6                    |                      |                      |
| 1978-1979  | Islanders de New York | LNH        | 73    | 31               | 70               | 101              | 58               | 10               | 4  | 7                    | 11                   | 8                    |                      |                      |
| 1979-1980  | Islanders de New York | LNH        | 31    | 8                | 33               | 41               | 44               | 21               | 6  | 13                   | 19                   | 24                   |                      |                      |
| 1980-1981  | Islanders de New York | LNH        | 74    | 20               | 56               | 76               | 104              | 18               | 8  | 17                   | 25                   | 16                   |                      |                      |
| 1981-1982  | Islanders de New York | LNH        | 60    | 24               | 37               | 61               | 83               | 19               | 5  | 16                   | 21                   | 30                   |                      |                      |
| 1982-1983  | Islanders de New York | LNH        | 69    | 12               | 54               | 66               | 60               | 20               | 8  | 12                   | 20                   | 22                   |                      |                      |
| 1983-1984  | Islanders de New York | LNH        | 78    | 22               | 63               | 85               | 87               | 20               | 1  | 5                    | 6                    | 28                   |                      |                      |
| 1984-1985  | Islanders de New York | LNH        | 77    | 17               | 51               | 68               | 96               | 10               | 3  | 2                    | 5                    | 10                   |                      |                      |
| 1985-1986  | Islanders de New York | LNH        | 74    | 21               | 38               | 59               | 78               | 3                | 0  | 1                    | 1                    | 0                    |                      |                      |
| 1986-1987  | Islanders de New York | LNH        | 58    | 12               | 30               | 42               | 70               | 10               | 2  | 2                    | 4                    | 21                   |                      |                      |
| 1987-1988  | Islanders de New York | LNH        | 72    | 19               | 32               | 51               | 112              | 5                | 1  | 4                    | 5                    | 6                    |                      |                      |
| Totaux LNH | Totaux LNH            | Totaux LNH | 1 060 | 310              | 742              | 1 052            | 1 356            | 185              | 56 | 108                  | 164                  | 253                  |                      |                      |
| Totaux AHO | Totaux AHO            | Totaux AHO | 254   | 95               | 234              | 329              | 800              | 25               | 12 | 17                   | 29                   | 57                   |                      |                      |

## Honneurs et trophées
- Capitaine des Islanders de New York entre 1979 et 1987
- Récipiendaire du trophée Calder en 1974
- Récipiendaire du trophée James-Norris en 1976, 1978 et 1979
- Nommé parmi les 100 plus grands joueurs de la LNH à l'occasion du centenaire de la ligue[4] en 2017